# Вулиця Айвазовського (Севастополь)
Вулиця Айвазовського — вулиця в Ленінському районі Севастополя, між проспектом Нахімова і набережною Корнілова. Веде до Артилерійської бухти.
До 22 грудня 1954 року називалася Рибною. До кінця 20 століття була покрита історичною бруківкою. В ході реконструкції у 2005 році це покриття було знято та замінено на сучасну плитку. Сучасна назва на честь живописця-мариніста Івана Айвазовського.